# Fritz Millinger
Fritz Millinger (* 19. September 1935; † 22. Mai 2021 in Eislingen) war ein deutscher Fußballtrainer, der ausschließlich in Baden-Württemberg tätig war.

## Sportlicher Werdegang
Unter dem ebenfalls aus Eislingen stammenden Albert Sing arbeitete Millinger 1966 als Trainerassistent. Später war er für den 1. FC Normannia Gmünd tätig, mit dem er in der 1. Amateurliga Nordwürttemberg reüssierte. Am Ende der Spielzeit 1971/72 qualifizierte er sich mit der Mannschaft als Vizemeister hinter dem SSV Ulm 1846 für die Deutsche Amateurmeisterschaft 1972. Dort war nach Erfolgen über den FV 09 Weinheim und Eichholzer SV, gegen den im Viertelfinal-Rückspiel acht Tore gelangen, erst im Halbfinale Schluss. Nach einer 0:3-Hinspielniederlage gegen den FSV Frankfurt gelang zwar ein 2:0-Heimerfolg im Rückspiel, dieser reichte jedoch gegen den späteren Titelträger nicht zum Finaleinzug aus.
Damit hatte Millinger jedoch höherklassig auf sich aufmerksam gemacht, der Zweitligist Stuttgarter Kickers verpflichtete ihn im Sommer 1973 als Nachfolger des Österreichers Willibald Hahn. Zum Südregionalligisten brachte er mit Alois Schindler einen der Erfolgsgaranten aus seiner Gmünder Zeit mit – der auch als einziger alle 34 Ligaspiele in Millingers Debütsaison bestreiten sollte. In der Spielzeit 1973/74 platzierte er sich mit der schwäbischen Mannschaft um Wolfgang Holoch, Erich Schmeil und Horst Haug auf dem sechsten Tabellenplatz, damit qualifizierten sich die Kickers ohne Probleme für die neu geschaffene 2. Bundesliga. Dort misslang jedoch der Start, nach sieben Spieltagen stand bei nur einem Sieg (2:1-Heimerfolg gegen Borussia Neunkirchen) die Mannschaft mit drei Punkten in der Abstiegszone. Zudem hatte es gegen Viktoria Köln in der ersten Runde des DFB-Pokal 1974/75 eine deutliche 0:4-Schlappe gegeben. Daraufhin demissionierte Millinger, so dass der Klub im September 1974 die sportliche Leitung neu ausrichtete und Georg Wurzer als Technischen Leiter sowie Rudolf Kröner als neuen Kickers-Trainer einstellte. 
Bereits kurze Zeit später fand Millinger beim Ortsrivalen und eine Liga höher ebenfalls im Abstiegskampf befindlichen VfB Stuttgart eine neue Anstellung: Dieser hatte Hermann Eppenhoff freigestellt, daraufhin übernahm am 2. Dezember 1974 Millinger das Traineramt und führte die Mannschaft in der Bundesliga nach Toren von Erwin Hadewicz und Hermann Ohlicher zu einem 2:1-Heimerfolg gegen den MSV Duisburg, ehe er wie vereinbart in der Folge unter dem neu verpflichteten Albert Sing erneut Trainerassistent der Stuttgarter wurde. Am Ende der Bundesliga-Spielzeit 1974/75 stieg das Gründungsmitglied jedoch erstmals in der Vereinsgeschichte in die Zweitklassigkeit ab.
Anschließend war Millinger wieder im württembergischen Amateurfußball tätig. Höherklassig trainierte er dabei die Mannschaft des Heidenheimer SB, mit der er sich 1978 für die neu gegründete Oberliga Baden-Württemberg qualifizierte, dort aber den Klassenerhalt verpasste, und später den 1. Göppinger SV. Hier hatte er Spielertrainer Werner Heilemann während der Oberliga-Spielzeit 1983/84 beerbt und den Klub auf den letzten Nicht-Abstiegsplatz geführt. Trotz des Abstiegs im folgenden Jahr blieb er auch in der viertklassigen Verbandsliga Württemberg im Amt.
Privat lebte Millinger in Eislingen. Im April 2020 feierte er mit seiner Frau Diamantene Hochzeit.